# Wohn- und Wirtschaftsgebäude Kleinwördener Straße 1
Das Wohn- und Wirtschaftsgebäude Kleinwördener Straße 1 an der Ostemarsch in der niedersächsischen Gemeinde Hechthausen, Samtgemeinde Hemmoor, im Landkreis Cuxhaven, stammt vom 19. Jahrhundert.
Aktuell (2024) wird es als Wohnhaus und gewerblich genutzt.
Das Gebäude steht unter Denkmalschutz (siehe auch Liste der Baudenkmale in Hechthausen).

## Geschichte und Beschreibung
Hechthausen wurde 1233 als Hekethusen zum ersten Mal erwähnt. Adelsfamilien besaßen hier mehrere Rittergüter.
Das eingeschossige giebelständige Gebäude als Zweiständer-Hallenhaus in Fachwerk mit Steinausfachungen, mit reetgedecktem Satteldach wurde in der zweiten Hälfte des 19. Jahrhunderts gebaut. Der südliche Wirtschaftsgiebel, mit der Grooten Door mit Korbbogen und dem regionaltypisch senkrecht verbrettertem oberen Giebeldreieck mit Uhlenloch, ist zum Straßenrand ausgerichtet. Die niedersächsischen Pferdeköpfe zieren das obere Giebeldreieck. Der Wohngiebel hat einen Krüppelwalm.
Das Landesdenkmalamt befand u. a.: „…  regionstypische Merkmale wie die engmaschige Gitterwerkstruktur des Fachwerks einer Ostemarsch-Hofstelle …“